# Jorma Gallen-Kallela
Jorma Gallen-Kallela, född 22 november 1898, död 1 december 1939 i Vinterkriget, var en finländsk konstmålare, Akseli Gallen-Kallelas son
Han började sina konststudier under sin far. Gallen-Kallela studerade konst utomlands i Argentina, Danmark, Frankrike och Österrike. Gallen-Kallelas mest kända konstnärliga verk är relaterat till freskerna i Nationalmuseum, Helsingfors, som han hjälpte sin far med att måla. Dessutom hjälpte Gallen-Kallela sin far att illustrera Suur-Kalevala(fi). Gallen-Kallela målade också om de förstörda freskerna av Juselius mausoleum utifrån faderns skisser. Jorma Gallen-Kallelas fristående verk omfattar även frimärken.